# 杜氏雙齒綿蟹
杜氏雙齒綿蟹（学名：[Dicranodromia doederleini] 错误：{{Lang}}：文本有斜体标记（帮助））为人面綿蟹科雙齒綿蟹屬下的一个种。